# Peltigera erioderma
Peltigera erioderma är en lavart som beskrevs av Vain. Peltigera erioderma ingår i släktet Peltigera och familjen Peltigeraceae.   Inga underarter finns listade i Catalogue of Life.